# Ceffonds
Ceffonds är en kommun i departementet Haute-Marne i regionen Grand Est (tidigare regionen Champagne-Ardenne) i nordöstra Frankrike. Kommunen ligger i kantonen Montier-en-Der som tillhör arrondissementet Saint-Dizier. År 2022 hade Ceffonds 658 invånare.

## Befolkningsutveckling
Antalet invånare i kommunen Ceffonds
| Referens: INSEE |